# Palazzo del Comune (Parma)
Il palazzo del Comune è un edificio dalle forme tardorinascimentali, situato all'angolo sud-est della centralissima piazza Garibaldi a Parma.

## Storia

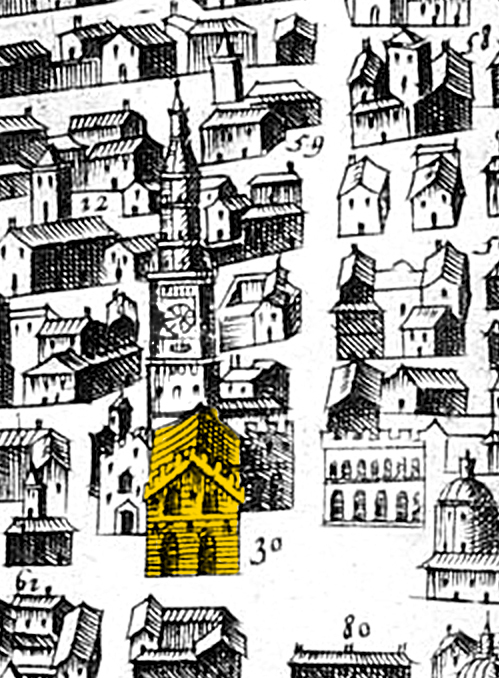
Il palazzo del Capitano del Popolo (evidenziato in giallo) da una piantina del XVI sec. Dietro al palazzo si nota l'imponente Torre civica

Il primo palazzo del Capitano del Popolo, anche detto "palazzo Comunale Nuovo", fu innalzato nella centralissima "Platea Communis" (attuale piazza Garibaldi) tra il 1281 e il 1282, a fianco del palazzo del Podestà, costruito tra il 1221 e il 1240; i due edifici erano collegati attraverso un piccolo ingresso ed una scala. In stile tardoromanico, costituiva la residenza del Capitano ed al contempo la nuova sede dell'amministrazione comunale, precedentemente ospitata nell'oggi non più esistente palazzo del Torello. Sul retro dell'edificio nel 1287 furono innalzati il carcere criminale (detto "della Camusina") e la Torre civica, che per secoli rappresentò un vanto per la città di Parma per la sua notevole altezza.
Probabilmente a causa del peso e delle numerose sopraelevazioni, la torre crollò improvvisamente il 27 gennaio del 1606, distruggendo il palazzo del Capitano del Popolo e il carcere della Camusina e causando la morte di 26 persone.
Nel 1627 l'architetto parmigiano Giovanni Battista Magnani fu incaricato della costruzione del nuovo palazzo, che fu innalzato in stile tardorinascimentale su modello del Palazzo Farnese di Piacenza; la costruzione fu completata nel 1673, anche se rimase incompiuta la decorazione esterna.
Tra il XVII e il XVIII secolo l'ampio porticato al piano terreno fu chiuso con muri di tamponamento ed utilizzato come magazzino per la dogana, sede di botteghe ed altro, fino alla completa riapertura avvenuta nel 1770.
Sul lato verso la chiesa di San Vitale, in una nicchia al piano terreno nel 1829 fu innalzata da Paolo Toschi una fontana, su cui fu posizionato il monumento a Ercole e Anteo (noto in città anche come I du brasè), realizzato dall'artista fiammingo Teodoro Vandersturck tra il 1684 e il 1687 per il Palazzo del Giardino; l'antica statua fu in seguito spostata al centro del cortile di Palazzo Cusani, mantenendone tuttavia una copia sulla fontana ottocentesca.
Qualche anno dopo, nel 1870, in una nicchia al piano terreno verso piazza Garibaldi fu invece posizionato il monumento al Correggio, realizzato dallo scultore Agostino Ferrarini.
Oggi il palazzo costituisce la sede di rappresentanza dell'Amministrazione comunale.

## Descrizione

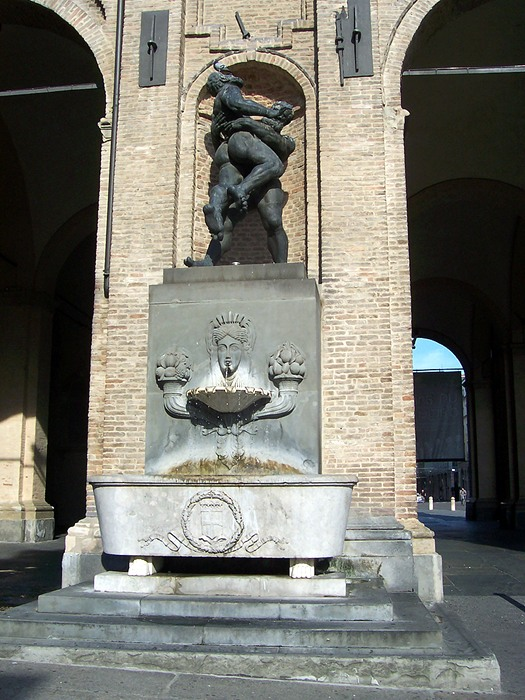
Copia del monumento a Ercole e Anteo

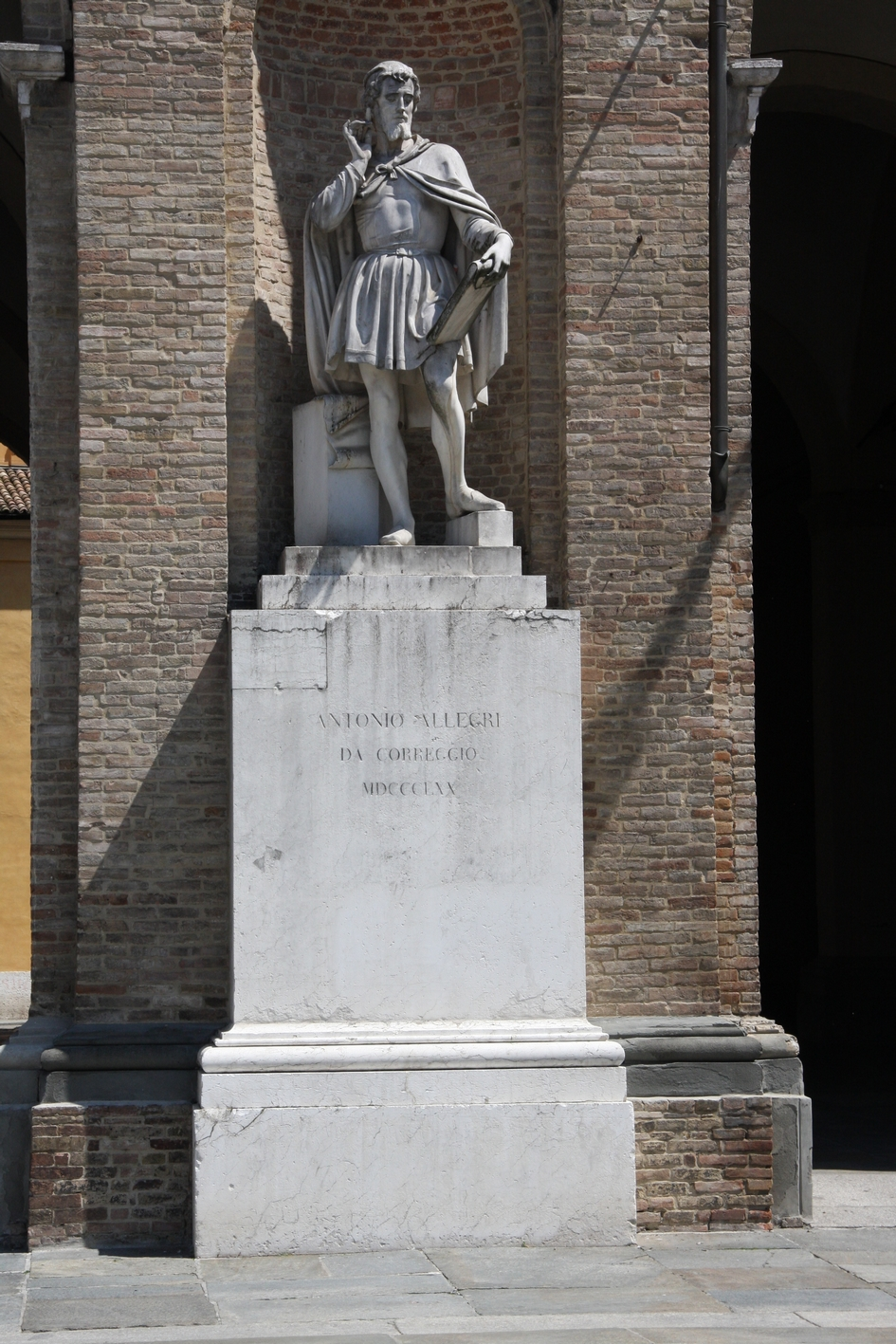
Monumento al Correggio

Il palazzo, interamente realizzato in laterizio, si innalza su alti portici, noti in città come "Voltoni del Grano", in quanto ospitarono quasi ininterrottamente per secoli il mercato del grano, fino al 1908. Tra il 1887 e il 1976 furono affisse ai pilastri numerose lapidi in marmo e pietra commemorative degli eventi storici cittadini e nazionali, tra cui quella in onore dei caduti d'Africa, realizzata da Alessandro Marzaroli nel 1903, e quella dedicata a Giuseppe Mazzini, opera di Giovanni Chierici del 1887. Restaurati interamente nel 2007, i Portici del Grano sono oggi utilizzati periodicamente come sede di esposizioni ed eventi.
La mole massiccia dell'edificio è alleggerita dalla presenza di numerosi riquadri, paraste e nicchie, tipici dello stile rinascimentale, che, seppur incompiuti, arricchiscono le facciate, oltre che dai due monumenti collocati verso piazza Garibaldi e verso la chiesa di San Vitale.
L'interno, raggiungibile attraverso uno scalone affrescato, ospita molteplici opere di valore, tra cui dipinti di Annibale Carracci, di Ilario Spolverini e di Gervasio e Bernardino Gatti.

### Sala Consiliare

#### Storia
Il grande ambiente destinato alle riunioni del Consiglio comunale fu completamente ristrutturato a partire dal 1880, in seguito alla crescita del numero dei rappresentanti cittadini.
Nel 1883, terminata la risistemazione dell'anticamera, il Consiglio affidò l'incarico della decorazione della sala al noto scenografo fidentino Girolamo Magnani, al quale si affiancò il pittore Cecrope Barilli; i lavori terminarono nel 1885, mentre gli arredi lignei, realizzati su disegno del Magnani, furono completati l'anno seguente.

#### Decorazione
Il salone rettangolare è ricoperto da una volta a padiglione, interamente affrescata, raffigurante una finta architettura in pietra serena, con decorazioni in monocromo, che inquadra due grandi rettangoli in sommità e una serie di lunette ai lati.
Tre risultano le fittizie chiavi di volta; le due estreme sono contornate da quattro medaglioni rappresentanti gli Uomini Illustri della città: a nord Alessandro Farnese, Giuseppe Verdi, il Parmigianino e Jacopo Sanvitale, a sud Angelo Mazza, Paolo Toschi, Macedonio Melloni e Giacomo Tommasini; attorno ad essi sono rappresentate altrettante figure femminili allegoriche delle virtù: a nord la Temperanza, la Prudenza, la Fermezza nella battaglia e la Forza del diritto, a sud la Giustizia, la Fermezza nelle decisioni, la Ponderatezza e l'Abbondanza.
Le due lunette dei lati più corti raffigurano rispettivamente lo scudo crociato, stemma della città, sostenuto da una coppia di putti, e la rappresentazione allegorica del torrente Parma.
I due grandi riquadri centrali e le quattro lunette sui lati lunghi, dipinti da Cecrope Barilli, celebrano la città di Parma. In sommità a nord è rappresentata la distruzione nel 1248 da parte dei parmigiani di Vittoria, la città-accampamento edificata dall'imperatore del Sacro Romano Impero Federico II di Svevia durante l'assedio di Parma; a sud è invece raffigurato il plebiscito del 1860 che sancì l'annessione del ducato di Parma e Piacenza al Regno d'Italia.
Le lunette illustrano rispettivamente le caratteristiche del territorio: la Musica e le Arti, la Fecondità dell'agricoltura in primavera ed estate, la Fecondità dell'agricoltura in autunno e l'Attività serica e infine la Matematica, la Geometria, l'Astronomia e la Medicina.
Le pareti sono decorate con serie di cornici in stucco che inquadrano finti marmi rossi e neri, realizzate su disegno del Magnani, che si occupò anche del progetto delle elaborate appliques in ottone e del grande lampadario centrale.
Sui quattro lati sono infine disposti gli scranni lignei originari, intagliati dal falegname Pietro Zinelli su indicazione dello scenografo.